# Museo etnológico de Kissidougou
El Museo etnológico de Kissidougou (en francés: Musée ethnologique de Kissidougou) es un museo en la localidad de Kissidougou, en la prefectura del mismo nombre al sur del país africano de Guinea. Contiene una colección relacionada con la prehistoria y etnología de Guinea, con una colección de arte, máscaras y fetiches.